# Fred Dolder

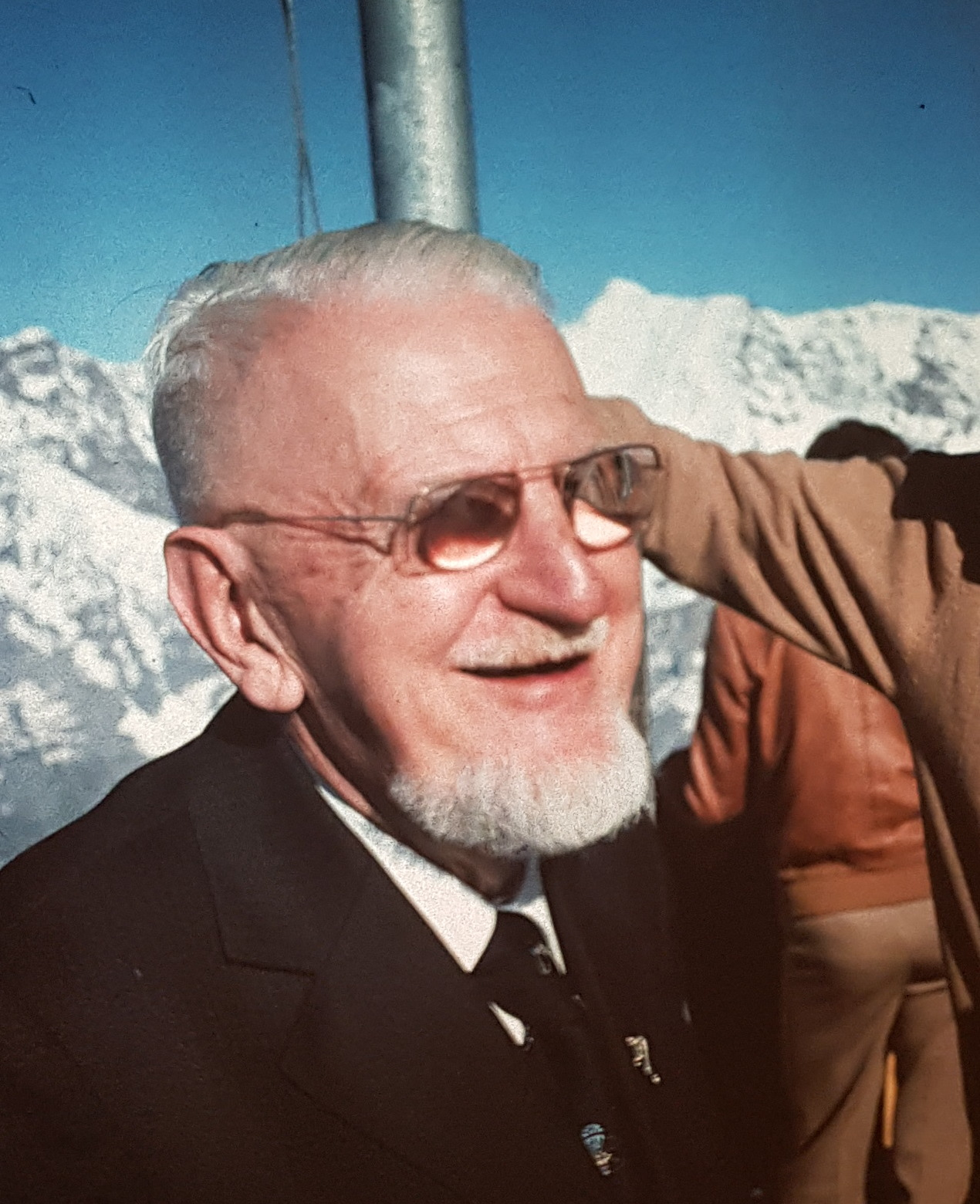
Fred Dolder auf dem Schilthorn, Mürren

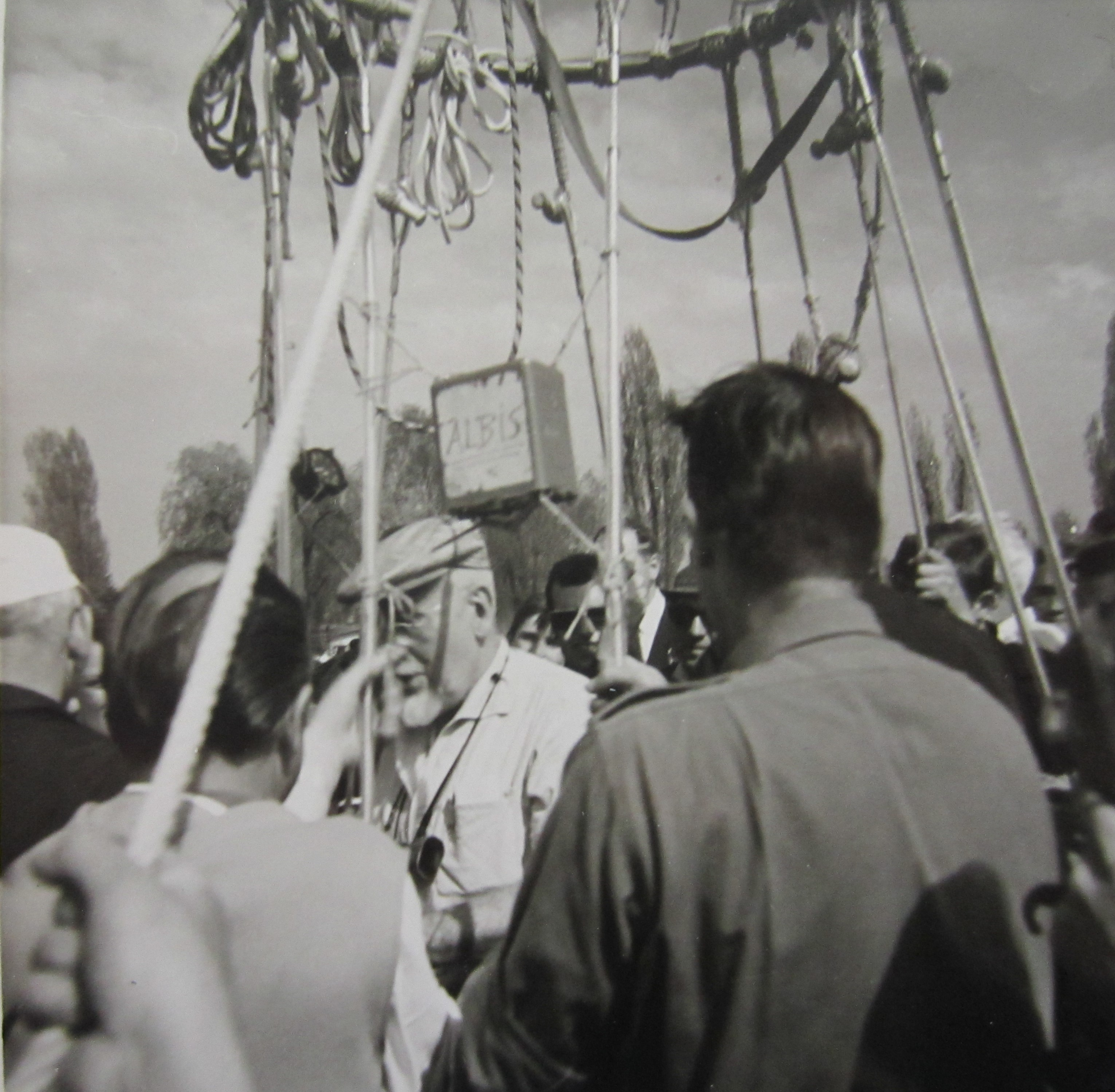
Fred Dolder in seinem Ballonkorb, 3. Mai 1969

Fred Dolder (* 8. Juni 1898 in Weggis; † 2. Juni 1988 in Thalwil) war ein Schweizer Ballonflugpionier (Aeronaut).

## Leben

### Jugend und Beruf
Fred Dolder wuchs als zweiter von drei Söhnen im Hotel «Löwen» (heute «Beau-Rivage») in Weggis auf. Er bildete sich zum Koch aus. Er half mit, das Rosenfest in Weggis zu gründen. Als Hotelier wirtete er im Garten-Restaurant «Flora» in Luzern und im Restaurant «St. Peter» in Zürich.

### Ballonfahrer
Seine grosse Leidenschaft, die Ballonfahrt, entdeckte er im Alter von 40 Jahren. 1957 stieg Fred Dolder erstmals von Mürren zu einer Alpenüberquerung zusammen mit dem Bergsteiger und Fotograf Dölf Reist auf.
Zum Gedenken an Eduard Spelterini (1852–1931) stieg Fred Dolder in Mürren am 13. August 1961 mit dem dortigen Kurdirektor Erwin A. Sautter und dem amerikanischen Filmproduzenten Phil Walker erneut zu einer alpenüberquerenden Ballonfahrt auf. In sieben Stunden gelangten sie bis in die Lombardei. Daraufhin entstand die ab 1962 jährlich in Mürren durchgeführte «Internationale Hochalpine Dolder Ballooning Week». Deren Organisation ging schrittweise an die «Internationale Spelterini-Gesellschaft» über, die 1965 von Fred Dolder gegründet wurde. Der Austragungsort wechselte 2002 von Mürren, wo das Interesse nachgelassen hatte, nach Kandersteg.
Fred Dolder unternahm in seinem Leben über 600 Gasballonfahrten, 50 davon waren Alpenüberquerungen. Zu den vielen internationalen Auszeichnungen, die er entgegennehmen durfte, gehören neben dem Diplome Montgolfier der Federation aeronautique internationale die Life Membership der Balloon Federation of America sowie die Goldmedaillen des Aero-Clubs der Schweiz und des Österreichischen Aero-Clubs.

### Kinder- und Jugendhelfer
Mit dem Verkauf von Abonnements für Postkarten, die per Ballon transportiert und am Landeort versandt wurden, unterstützte Fred Dolder Hilfswerke wie die Pro-Juventute-Feriendörfer und die Pestalozzi-Kinderdörfer. Im Verlaufe der Jahrzehnte sammelte er so für Kinder und Jugendliche in Not über vier Millionen Franken.